# Thamon Hayes
Thamon Hayes (11 oktober 1899 – 1 augustus 1978) was een Amerikaanse jazztrombonist en -componist van het vroege Kansas City jazzcircuit, die samen met Bennie Moten verschillende hits van het Bennie Moten's Kansas City Orchestra componeerde, zoals South en de originele versie van Moten Swing uit 1927. Hij verliet de band in 1931 om de Kansas City Rockets te vormen, die in 1936 Leonard's Rockets werden. De nieuwe band van Hayes werd door de krant Kansas City Call bestempeld als de nieuwe wonderband van ervaren muzikanten en hun eerste optreden werd met ongekende aandacht ontvangen in Kansas City, waardoor het publiek wild werd.
- Gemeinsame Normdatei: 1126258350
- Library of Congress Control Number: no2008057079
- MusicBrainz: 74871216-bbc5-44c2-90bf-608c4b42c72c
- Nationale Bibliotheek van Israël: 987007315451305171
- Virtual International Authority File: 14577870
- WorldCat: E39PBJtMrxPBPkVVh6htWxFxjC